# Корочкин, Алексей Владимирович
Алексей Владимирович Корочкин (род. 21 мая 1973, Гай, Оренбургская область, РСФСР, СССР) — бывший прапорщик  армии РФ. В 2005 году был осужден за совершение двух убийств и двух изнасилований на территории города Челябинск. Известен под прозвищами «Гагаринский стрелок» и «Лесопарковый маньяк», так как преступления были совершены на территории Центрального парка культуры и отдыха имени Ю. А. Гагарина. Свою вину Корочкин не признал и настаивал на своей непричастности к совершенным убийствам. Виновность Алексея Корочкина подвергалась сомнению многими и всячески оспаривалась. Дело «Лесопаркового маньяка» вызвало широкий общественный резонанс в России и на протяжении двух десятилетий активно освещалось в СМИ.

## Биография

### Ранние годы
Алексей Корочкин родился 21 мая 1973 года в городе Гай (Оренбургская область). Детство и юность провел в социально благополучной обстановке. Вскоре после рождения Алексея его отец ушел из семьи и его мать вышла замуж за другого человека. В 1977 году семья Корочкина переехала в поселок Полетаево (Челябинская область), где прошли его детские и юношеские годы. Семья Алексея была многодетной. Отчим и его мама воспитывали двоих совместных детей и Алексея с его старшей сестрой от первого брака. В школьные годы Алексей занимался боксом и получил первый разряд по этому виду спорта. После окончания школы Алексей переехал в Челябинск, где устроился на завод «АМЗ». На заводе он проработал несколько месяцев, после чего весной 1991 году был призван в ряды Советской армии. Военную службу Корочкин проходил в Таджикистане в одной из воинских частей, расположенных в Кулябской области, недалеко от Афгано-Таджикской границы. Во время службы в армии Алексей Корочкин познакомился с местной девушкой, на которой женился в 1992 году. В браке у него родилось двое детей. После окончания срочной службы Корочкин остался служить в армии по контракту. Он занимал должность начальника артиллерийского склада и впоследствии дослужился до звания прапорщика. В 2000 году по истечении контракта Корочкин решил завершить службу в армии и вернуться в Россию. Однако его супруга отказалась покидать Таджикистан, вследствие чего в Челябинск Алексей Корочкин вернулся один. В Челябинске он устроился на работу в службу безопасности Южно-Уральского государственного университета и получил комнату в общежитии. Через некоторое время он познакомился с одной из местных женщин по имени Светлана, которая была старше его на 8 лет и работала регистратором студенческой поликлиники.
Вскоре она стала его сожительницей и переехала к нему в общежитие, где они стали проживать вчетвером, вместе с ее сыном-подростком от первого брака и 9-летней дочкой Корочкина, которую ему отправила поездом бывшая жена с сопроводительной запиской: «Твои дети — ты и воспитывай!». Родственники, знакомые и друзья Алексея Корочкина в тот период характеризовали его крайне положительно. Согласно их свидетельствам, Корочкин никогда не демонстрировал деструктивного поведения, противоречащего нормам сосуществования людей, и его общество никогда не приносило психологического дискомфорта.

### Убийства
Серия убийств произошла в 2004 году в Центральном парке культуры и отдыха имени Ю. А. Гагарина на территории Челябинска. В совершении всех своих преступлений преступник продемонстрировал выраженный ему образ действия. В качестве своих жертв он выбирал молодых людей, которые проводили свидание в автомобиле на территории парка в темное время суток. Подходив к автомобилям, он расстреливал мужчин, после чего под угрозой оружия подвергал сексуальному насилию женщин.
Первое убийство было совершено 7 мая 2004 года. Утром того дня, на заасфальтированной дороге, ведущей к карьеру за памятником Курчатову, был обнаружен тяжело раненый Челябинский предприниматель, директор «Челябметаллтрейд» Яша Абдуллаев. Прибывшая на место обнаружения тела бригада скорой медицинской помощи констатировала состояние комы потерпевшего и увезла его в первую городскую больницу, где он не приходя в сознание, скончался от последствий огнестрельного ранения в голову. Машина Абдуллаева была обнаружена брошенной в лесу среди деревьев. Вскоре в милицию обратилась 19-летняя студентка «ЮУрГУ» по имени Ирина Коренкова. В Челябинск она приехала из небольшого городка в горнозаводской зоне и проживала в общежитии. Испытывая материальные трудности, девушка устроилась на работу официанткой в бильярдную клуба «Пирамида», где и познакомилась за несколько дней до убийства с 32-летним Яшей Абдуллаевым.

Из показаний Ирины Коренковой:
Созвонились, он спросил, до какого часа работаю, предложил встретиться. Я спросила: «Для чего?» — «Куда-нибудь сходим». Я у него спросила, будет ли приставать. Он ответил, что нет, и тогда я согласилась. Вместе с ним мы поехали в ирландский паб. Зайдя, он мне показал, что у него есть там своя пивная кружка, и указал на нее. На кружке было написано «Яша Абдуллаев». В пабе Яша пил пиво, а я вино. После этого гуляли по Арбату. Потом поехали по проспекту Ленина, где на Алом Поле Яша купил мне цветы.
Вечером 6 мая Абдуллаев и Ирина снова встретились. Из общежития Яша забрал Ирину на своем «Мерседесе» и отвез в ресторан «Сова», расположенный на проспекте Ленина, после чего повез девушку до общежития, но в последний момент неожиданно свернул в сторону парка.

Из показаний Ирины Коренковой:
Мы поехали с ним в лес за памятником Курчатову. Был первый час ночи, мы остановились возле дороги. Сидели в машине минут 5–10 на первых сиденьях. Потом Абдуллаев предложил пересесть за заднее сиденье. Там у нас с ним был секс. Затем Яша открыл правую дверь, чтобы откашляться, и в этот момент прозвучал выстрел. Я услышала хрип Яши. Он уже находился на улице. Затем тот мужчина открыл машину со стороны, где находилась я, и вытащил меня на улицу. Назвал меня сукой и сказал мне: «Лицом на землю». Лежала я примерно 5–10 минут, за это время мужчина не произнес ни слова. Потом он подошел, схватил меня и затащил на пассажирское сиденье.
Версии о том, что происходило дальше, выжившая жертва нападения впоследствии меняла несколько раз. Первоначально утверждала во время допросов, что преступник  отпустил ее, объяснив, что убийство Абдуллаева — заказное. Но впоследствии заявила, что убийца подверг ее сексуальному насилию.

Из показаний Коренковой:
Спросил у меня: «Что с тобой делать? Молодая, красивая. Тебя в списке нет, мы люди серьезные, шутить не будем. Только попробуй кому-нибудь сказать об этом, найдем сразу. Он предложил мне вступить с ним в половую связь, пояснив, что за жизнь надо платить. Я почувствовала, что он был в презервативе. Это продолжалось несколько минут, потом он сказал мне, чтобы я одевалась.
Менялись показания девушки о том как выглядел убийца и насильник. Первоначально Ирина заявила, что преступник носил черную маску с прорезями для глаз, затем изменила показания, заявив о том, что озвучить такую версию от нее потребовал сам преступник в случае, если на девушку выйдет милиция.
Первоначально следствие рассматривало версию о заказном убийстве, так как Абдуллаев был ранее судим по обвинению в краже нефтепродуктов, имел влияние и связи в криминальном мире. Друзья Абдуллаева во время расследования сообщили сотрудникам правоохранительных органов о том, что в марте 2004 года у Абдуллаева в баре «Водолей» на территория микрорайона Челябинска под названием Новосинеглазово произошел конфликт с другими гостями, в ходе которого один из его оппонентов грозил ему физической расправой.
4 июня 2004 года преступник совершил новое нападение. На этот раз жертвой стал 23-летний студент  Уральского государственного университета физической культуры Игорь Печенкин, приехавший ночью в парк со знакомой девушкой.

Из показаний Печенкина:
Я был в клубе «Голливуд», оттуда выехал к подруге на своей машине ВАЗ-2112. Я купил вино, мы катались по городу и остановились возле бассейна «Полет». Потом мы свернули с улицы Лесопарковой. В машине громко играла музыка, мы перешли с подругой на заднее сиденье, правая дверь была открыта. Через минуту я почувствовал тяжелый удар по голове. А когда очнулся, то услышал выстрел, обернулся и увидел дуло пистолета. Я не слышал, как подходил нападавший, из-за громкой музыки. На нем была камуфляжная куртка серо-зеленого цвета. Дальше я ничего не помню.

Из показаний подруги Печенкина:
У Игоря из головы шла кровь. Мужчина вытащил его из машины и бросил на землю. На нем был костюм защитного цвета пятнистый, куртка дутая, брюки заправлены в высокие черные ботинки на шнуровке. Я видела оружие в его руках, думаю, это был револьвер. Он говорил спокойным голосом, как бы растягивая слова. У меня вообще сложилось впечатление, что он сотрудник правоохранительных органов. Действовал он уверенно, посмотрел наши документы, выяснял, как хорошо я знаю Игоря и добровольно ли занималась сексом с ним. Он раз семь подряд произнес: «Тебя заказали». А потом спросил, какого цвета эта машина. Когда я сказала, что зеленого, то он сделал такой вид, будто ошибся и с машиной, и с человеком, в которого стрелял.
Девушке разглядеть лицо преступника тоже не удалось. Согласно ее показаниям, фары от машины ее сильно слепили, а нападавший держался так, чтобы оставаться в тени. Она заявила, что он не стал подвергать ее сексуальному насилию и разрешил ей вызвать скорую, как только он уйдет, после чего исчез в темноте среди деревьев. Игорю Печенкину благодаря быстро оказанной медицинской помощи удалось выжить, однако он никак не смог помочь следствию, так как заявил, что ему не удалось рассмотреть нападавшего.
Очередное убийство, сопряженное с изнасилованием было совершено 27 июля 2004 года. Жертвами стали 24-летний Владимир Карасев и его 20-летняя подруга по имени Ксения Мухутдинова. Мужчина был застрелен, а девушка подверглась изнасилованию. В день убийства, Карасев вечером  забрал Ксению из кафе, где она сидела с подружкой, и предложил съездить в центр города.

Из показаний жертвы изнасилования:
Мы проехали по улице Лесопарковой, свернули и встали на территории лыжной базы. Машина стояла бампером к лесу, фары были выключены. Я сходила в туалет, а когда вернулась, мы пересели на заднее сиденье, разделись, вещи положили впереди. Потом я услышала выстрел, и у меня заложило уши. Я увидела мужчину, он потребовал, чтобы я не двигалась. Сам вытащил Владимира, взял ключи и открыл багажник, положил его туда. Когда я хотела посмотреть на него, то он потребовал не смотреть, назвал меня сукой. Он бросил мне одежду, я оделась и вышла. Он сказал, чтобы я шла вперед.
После этого, согласно свидетельствам девушки, убийца водил ее по лесу около 20 минут, после чего изнасиловал у столика со скамейками.

Из показаний жертвы изнасилования:
Потом мы ходили какими-то дорожками, он посмотрел мое водительское удостоверение и сказал, что запомнил меня. Мне сказал, что это было заказное убийство и что он уезжает из города через несколько часов. Мы вышли на Лесопарковую, он сказал, что я могу идти, а сам побежал в сторону улицы Худякова.

Во время допросов Ксения утверждала, что убийца был ей знаком и ранее уже подходил к ним с Карасевым во время свиданий в парке:
Первый раз я увидела этого мужчину в мае на территории парка около лыжной базы. Я там находилась с Владимиром. Этот мужчина подошел к нам, спросил: «Что вы здесь делаете?», Вова сказал: «Мы уже уезжаем», и после этого мужчина ушел. Он был одет в камуфляжную форму, на груди у него висел предмет, похожий на автомат. До того, как мы с Карасевым приехали в парк в мае, он мне рассказывал, то там какой-то маньяк убивает людей.

### Расследование
В ходе расследования уголовные дела практически сразу были объединены в одно дело. Расследованием занималась прокуратура города Челябинск совместно с уголовным розыском. В ходе мероприятий по поиску преступника, сотрудники правоохранительных органов  опросили свидетелей и потерпевших, провели различные криминалистические экспертизы, проверяли алиби охранников, сторожей и других сотрудников, работавших в парке, клубах, кафе, профилакториях и конюшне, расположенных вблизи от мест совершения преступлений. Во время совершения убийств и изнасилований преступник не отличался предельной осторожностью, вследствие чего в ходе расследовании преступлений, следователи обнаружили ряд серьезных улик, такие как отпечатки пальцев убийцы. На основании описания его внешности был составлен фоторобот. Так как, ряд выживших жертв «Лесопаркового маньяка» заявили следователям, что во время совершения нападений преступник демонстрировал поведение и речь, характерную для сотрудников правоохранительных органов, был одет в камуфляжную форму и шапку, следствие склонялось к версии, что «Лесопарковым маньяком» возможно является представитель правоохранительных органов.

Из показаний изнасилованных девушек:
Он был высокого роста, наравне со мной. 1 метр 78 сантиметров, плюс шесть сантиметров с каблуками. На голове серая вязаная шапка с загибом без рисунка, с мелкой вязкой. Куртка на нем была не кожаная, темного цвета — обыкновенная, гражданская, объемная. Еще на нем были белые перчатки — рабочие... Рост примерно 1 метр 80 сантиметров. Он был среднего телосложения, крепкие мышцы, глаза большие светлые, губы тонкие, нос вытянут, волос не помню. Он был одет в камуфляжную одежду, камуфлированную кепку, на ногах, по-моему, были ботинки высоки шнурованные. Одежда была поношенная, куртка заправлена в брюки.

### Арест
2 августа 2004 года в число подозреваемых попал 31-летний Алексей Корочкин на основании свидетельских показаний дворника из магазина «Молния».

Из протокола допроса дворника:
Я узнал от участковых инспекторов, которые проводили квартирные обходы, об изнасилованиях. И тогда я обратился к братве. Мои знакомые сказали, что один человек знает того человека, кто совершал изнасилования. Мне сказали, что к происшествию может быть причастен человек по имени Леха, который живет в общежитии по Ленина. Леха — бывший военный, служил в горячих точках. Недавно у него попытались изнасиловать или изнасиловали женщину в парке Гагарина. Он это воспринял очень болезненно, заявил, что этого не оставит и будет мстить.
По словам самого Корочкина, под подозрение он попал благодаря участковому их жилого района по фамилии Павленко и его супруге Елене, которая работала с Алексеем в «ЮУрГУ». Увидев в машине фоторобот «Лесопаркового маньяка» и прочие ориентировки, она заявила мужу о том, что фоторобот очень хорошо соответствует внешности Алексея Корочкина, после чего Павленко связался со следователями, которые задержали его прямо в общежитии, хотя в уголовном деле показаний супругов Павленко не было.
3 августа 2004 года по обвинению в совершении убийств и изнасилований Корочкин был задержан и на следующий день утром написал явку с повинной.

Из явки с повинной Алексея Корочкина; 
В период с 27 на 28 июля у меня дома не ночевала жена, я был в состоянии аффекта. Вышел в парк Гагарина и увидел, что кто-то занимается любовью. Мне показалось, что это моя жена, и я в ярости взял, что попалось под руку, и несколько раз нанес мужчине удары по голове, после чего ушел из парка домой. Я не думал, что убил человека, которого ударил.
Через несколько часов Корочкин от своих признательных показаний отказался, заявив, что находился под давлением следствия, которое угрожало ему уголовным наказанием в виде пожизненного лишения свободы за отказ от сотрудничества со следствием. Пока подозреваемый находился под стражей, на территории парка произошло еще пять нападений, похожих на предыдущие.

### Нападения и убийства после ареста Корочкина
20 апреля 2005 года нападение произошло на улице Лесопарковая. Преступник, одетый в камуфляжную форму, подошел к автомобилю, где находились 28-летний Илья Панкратов и его 25-летняя подруга по имени Евгения, после чего представился охранником и попросил открыть окно. После того как его просьба была исполнена, он выстрелил в сидевшего в салоне парня, однако тот, не смотря на ранение, сумел завести двигатель и уехать из лесопарковой зоны. Согласно свидетельствам жертвам нападения, нападавший какое-то время бежал за ними, но после отстал. Илья Панкратов, получивший огнестрельное ранение сумел выжить, но никак не смог помочь следствию в разоблачении преступника. 11 августа 2005 года преступник, одетый в камуфляжную форму  застрелил 20-летнего парня в салоне автомобиле, который приехал к Голубому карьеру со своей 30-летней подругой, которую пытался научить водить машину. Парня преступник застрелил, а машину с его трупом утопил в пруду. Девушку преступник увел в лесистую местность, где попытался изнасиловать, однако он не смог этого сделать из-за эректильной дисфункции, после чего отпустил ее, не причинив вреда ее здоровью. 20 августа 2005 года жертвой нападения стала супружеская пара, которая вместе с родственниками находились в саду недалеко от Митрофановского кладбища. Ночевать супруги решили в машине, для чего отогнали свой автомобиль на территорию парка, где их обнаружил преступник. Он выстрелил в каждого из супругов. Мужчина умер на месте происшествия, а его жена осталась в живых, после чего преступник нанес ей несколько ударов битой в жизненно-важные органы, однако она осталась в живых. 27 августа 2005 года в парке за зданием «ЧелГУ» произошло очередное нападение. Жертвами стали пара студентов. Преступник, одетый в камуфляж нанес парню огнестрельное ранение, однако парень не потерял сознание и сумел оказать преступнику ожесточенное сопротивление, в ходе которого ему и его спутнице удалось сбежать. В ходе расследования этого эпизода, другая пара студентов заявила сотрудникам милиции, что в тот же день они также встречались со странным мужчиной, одетым в камуфляжную форму, который задал им несколько вопросов, наблюдал за ними, светил в салон машины фонариком, после чего скрылся не причинив никакого вреда их здоровью. В 2006 году, в лесу недалеко от пересечения улиц Худякова и Лесопарковой были обнаружены скелетированные останки молодого парня и девушки с огнестрельными ранениями головы. Установить личности удалось благодаря генетической экспертизе. Погибшими оказались жительница Копейска и ее знакомый, которые считались пропавшими без вести с 18 июня 2005 года после сдачи экзамена и вечеринки с однокурсниками. В ходе расследования, друзья убитых и участники вечеринки рассказали следователям, что после окончания вечеринки рано утром они все находились в салоне автомобиля. Убитая девушка, будучи за рулем автомобиля,  развозила их всех по домам и в конечном итоге осталась в машине с тем парнем, который был убит вместе с ней. По версии следствия, оставшись вдвоем, парень и девушка решили уединиться и с этой целью поехали в парк, где встретили преступника.
Однако серия убийств в 2005 году не стала основанием для освобождения Корочкина, так как серии убийств не были объединены, и расследование по эпизодам 2005 года было выделено в отдельное делопроизводство, несмотря на то, что результаты криминалистическо-баллистической экспертизы установили, что в убийстве Владимира Карасева в июле 2004 года и в покушении на Илью Панкратова 20 апреля 2005 года был использован один и тот же пистолет.

### Суд
Судебный процесс открылся 6 апреля 2005 года и прошел в закрытом режиме. На судебном процессе были заслушаны показания более 40 свидетелей.
В ходе продолжавшегося расследования очевидных улик, свидетельствующих  виновности Алексея Корочкина найдено не было.  Согласно результатам криминалистическо-баллистической экспертизы, в совершении убийств использовались два пистолета, однако в ходе обыска его автомобиля и комнаты в общежитии - орудий убийства среди его личных вещей найдено не было. Одежда Корочкина была изъята и также подвергнута криминалистической экспертизе, по результатам которой следов пороха на ней выявлено не было. Камуфляжная куртка, которую, согласно показаниям выживших жертв, носил убийца, среди вещей Корочкина обнаружена не была. Подходящую по описанию куртку обнаружили в компьютерном клубе на территории студенческого городка, где он работал и хранил личные вещи, однако и на этой куртке в ходе различных криминалистических экспертиз не было обнаружено следов крови или пороха. Основанием для освобождения Алексея Корочкина могли бы стать результаты криминалистическо-дактилоскопической экспертизы отпечатков пальцев, однако отпечатки пальцев настоящего убийцы и насильника из уголовного дела были потеряны при невыясненных обстоятельствах, после чего Корочкину были предъявлены обвинения.
Согласно свидетельствам Корочкина, он не знал ни одного из тех людей, в убийстве и изнасиловании которых его обвинили. В ряде эпизодов, в частности в совершении убийства Игоря Печенкина, свидетельница уверенно заявила о том, что убийство было совершено не Корочкиным.

Из свидетельств Алексея Корочкина: 
Меня когда только 3 августа привезли, тогда мне только сказали, что убил того-то и того-то и изнасиловал. Меня просто прям уложили, и всё. И дальше — больше. На следующий день я узнаю, что есть еще труп, еще одна девушка. Там вот девчонка молодец. Она сказала: «Это не он, даже по описанию и по всем формам не подходит»... И Печенкина мне убрали, третий эпизод.
На судебном процессе изнасилованные в лесу Ирина Коренкова и Ксения Мухутдинова уверенно опознали в Корочкине преступника. Обе заявили, что довольно хорошо сумели разглядеть мужчину при свете луны. Адвокат Корочкина пытался оспорить показания девушек. Так в ходе расследования было установлено, что Ирина жила в том же общежитии, что и Корочкин. Они встречались в коридорах общежития и в университетских корпусах, где она училась, а Алексей работал охранником, однако на судебном процессе Ирина заявила, что до совершения изнасилования никогда прежде его не видела, что было подвергнуто сомнению.
Ксения Мухутдинова на судебном процессе выразила сомнения в том, что нападавшим на нее человеком был Корочкин. Согласно ее свидетельствам, у преступника были ровные зубы и атлетическое телосложение, в то время как у Корочкина отсутствовали передние зубы и не заметить этого во время нападения девушка не могла. Дата появления дефекта зубов Корочкина стала спором во время судебного процесса. Сам Корочкин утверждал, что потерял зубы в 1997 году во время службы в Таджикистане. Сожительница Алексея Светлана заявила на одном из судебных заседаний, что это она выбила ему зубы во время одной из драк, однако она не смогла уточнить, когда это произошло, вследствие чего ее показания, как и показания Корочкина о том, что он потерял зубы в 1997 году, подвергались сомнению. По мнению следствия, он мог в действительности потерять зубы уже после нападения на Мухутдинову, однако доказательств этому найдено также не было.
Адвокат Корочкина предоставил суду алиби Корочкина на все даты совершения убийств и нападений. Сам Алексей уверял, что в ночь нападений находился дома.

Из показаний Корочкина: 
6 и 7 мая 2004 года я работал в дневную смену. В 21:00 [в такие смены] я прихожу домой, — рассказывал обвиняемый. — 6 мая я сразу лег спать, потому что мне рано вставать. Подтвердить это может моя сожительница — ночью я никуда не отлучался. 3 июня я работал в первую смену до 21:00, 4 июня — тоже. 27 июля я работал в ЮУрГУ в главном корпусе на 9 этаже — я и еще четыре человека. Пришел [домой] 28 июля утром. До дома минуты три ходьбы, и минут через 5 после смены я уже был дома. Там меня ждала супруга, ее сын и моя дочь. Вместе мы выходили из дома, но в 6 часов вечера я уже был дома, а в одиннадцать лег спать. Ночью был дома, никуда не отлучался.
В качестве подтверждения этого, Корочкин предоставил суду табель учета рабочего времени со своего места работа, где отражалась информация об отработанном и не отработанном работником времени, однако подтвердить свое присутствие дома во время нападений он не смог. Вахтеры общежития, где проживал Алексей, заявили суду, что они вели книгу учета, где фиксировалось время прихода и ухода гостей, а время ухода и прихода постоянных жильцов никто никогда не записывал.
Несмотря на массу противоречивых данных и несостыковок в этом уголовном деле, на основании весьма косвенных улик, а именно на основании свидетельских показаний двух девушек — Алексей Корочкин 31 октября 2005 года  был признан виновным в совершении 2 убийств, 2 изнасилований и совершении одного нападения, после чего суд назначил ему уголовное наказание в виде 20 лет лишения свободы.

### Последующие события
После осуждения Алексей Корочкин был этапирован для отбытия наказания в одну из исправительных колоний на территории города Омск. В конце 2000-х годов он познакомился с адвокатом Дмитрием Кривошеевым, который стал заниматься уголовным делом Корочкина и принялся составлять апелляционный документ. Согласно свидетельствам Кривошеева, после изучения документов у защиты Корочкина осталось множество вопросов к следователям. Так выяснилось, что процедура опознания Алексея Корочкина выжившими жертвами происходила с нарушениями уголовно-процессуального кодекса Российской Федерации. Во время опознания девушки не назвали, по каким именно приметам и деталям внешности узнали в Корочкине убийцу и насильника, хотя это требование во время процедуры опознания было обязательным. Корочкин утверждал, что во время расследования у него был взят образец слюны для проведения криминалистическо-геномной экспертизы, однако материалы уголовного дела не содержали ее результатов.
В исправительной колонии Корочкин получил специальность швеи и с 2006 по 2020 год работал на швейном производстве. В 2020 году, отбыв в тюремном заключении 16 лет, Алексей Корочкин покинул территорию исправительной колонии в Омске и был переведен в колонию-поселение при ИК-6, расположенную в городе Копейск, где вместе с другими осужденными стал работать на выездном объекте «Ураллес» и на заводе по производсту пластмасс.
В этот же период Корочкин подал ходатайство на условно-досрочное освобождение, но ему было отказано из-за из-за отрицания вины в содеянном..
В апреле 2023 года в деле «Лесопаркового маньяка» появились улики, свидетельствующие о невиновности Алексея Корочкина. Вдова бывшего сотрудника МВД Александра Болотова, скончавшегося от последствий онкологического заболевания летом 2022 года, в ходе уборки его квартиры нашла несколько пистолетов и разных приспособлений для снаряжения патронов, после чего сдала их в полицию. После этого была проведена криминалистическо-баллистическая экспертиза, по результатам которой было установлено, что ряд жертв «Лесопаркового маньяка» были убиты из пистолета, который принадлежал Болотову. Из-за новых обстоятельств расследование уголовного дела было возобновлено в июне 2023 года. Однако вскоре представители СУ СК России по Челябинской области заявили о том, что приоритетом является расследование убийств, совершенных в 2005 году, а возобновление по вновь открывшимся обстоятельствам расследования убийств, за совершение которых был осужден Корочкин возможно было лишь только по представлению прокурора Челябинской области, однако прокурор заявил, что оснований для этого нет, хотя доказательств знакомства Болотова и Корочкина найдено не было.
Александр Болотов являлся уроженцем Челябинска. Он окончил «Южно-Уральский государственный университет». Работал на тракторном заводе, потом недолго в ГАИ на административной должности, после чего работал в институте физкультуры и в администрации города. Большую часть жизни Болотов прожил возле парка, где произошла серия убийств, однако на момент совершения серии он проживал вместе с женой в районе Челябинского Государственного Университета. После развода с женой, он согласно свидетельствам знакомых вернулся в дом, расположенный возле парка, где проживал вместе со своей матерью. Соседи Болотова утверждали, что он вернулся в этот район в 2006 году, спустя 2 года года после совершения серии убийств. Близкий друг Болотова утверждал, что пистолет, из которого были убиты ряд жертв «Лесопаркового маньяка» оказался у Болотова приблизительно в 2017 году, однако по словам друга Болотова, Александр никогда не рассказывал ему о том, каким образом он оказался в его распоряжении. При этом было установлено, что Болотов был заядлым охотником, прекрасно владел огнестрельным оружием и много свободного времени проводил в парках Челябинска и окружающих его лесах. Однако, никто из потерпевших ни по первой серии убийств, ни по второй Болотова не опознали в качестве убийцы и насильника.
Адвокат Корочкина Дмитрий Кривошеев заявил, что раз Александр Болотов мертв, выяснять его причастность к преступлениям вряд ли будут, в том числе и из-за истечения сроков давности.

Комментарий адвоката Корочкина Дмитрия Кривошеева:
Есть серия преступлений, за три из них судили Корочкина, а серия продолжается. Все преступления совершены с применением огнестрельного оружия. Оно идентифицировано. Произведены баллистические экспертизы. И на момент, когда Корочкина судили, уже было достоверно известно, что, когда он сидел в СИЗО, были совершены еще два преступления. По одному из них есть заключение эксперта, что оно совершено из того же оружия, что и убийство, за которое судят Корочкина. Это было одно и то же оружие: Корочкин сидит, а оно стреляет

В мае 2024 года СМИ опубликовали письмо Алексея Корочкина из исправительной колонии, в котором он заявил, что его подставили. Фрагмент письма Алексея Корочкина:
На следствии прокурор Власов говорил, что у них есть все доказательства против меня, а это отпечатки пальцев, кровь, волосы, но после судебной экспертизы ничего не сходилось. И даже когда сказали, что у них есть сперма в презервативе, я согласился на анализ мазка, но никто ничего делать не стал. А меня осудили по факту двух показаний потерпевших. И даже [сейчас] когда адвокат Кривошеев Д.А. преподнес много фактов о том, что я не виновен, никто не хочет этим заниматься.
2 августа 2024 года, отбыв 20 лет в тюремном заключении, Алексей Корочкин вышел на свободу. У ворот колонии его ожидали журналисты, однако он не выразил желания с ними общаться. Корочкина вывели в 5:45 утра, еще до официального подъема. Выйдя из ворот, он сел на заднее сидение автомобиля, за рулем которой уже сидел водитель, его дядя Александр Плужников, после чего уехал в неизвестном направлении.
3 сентября Алексей Корочкин принял участие в ток-шоу «Малахов», где он заявил о своей невиновности и о том, что намерен добиваться юридического оправдания. В ток-шоу приняли участие приглашенные эксперты, которые поставили причастность Корочкина к совершению убийств под сомнение.

Мнение эксперта Александра Власова, директора научно-исследовательского института судебных экспертиз СТЭЛС, профессора Российской академии естествознания:
По целому ряду признаков сложилось стойкое убеждение о том, что мы имеем дело с милиционером. Во-первых, экономное расходование патронов. Один, максимум два выстрела с близкого расстояния или расстояния, приближенного к упору, в голову, в самые уязвимые места. Следующий момент — это его совершенно очевидная смелость. Когда уже было понятно и известно [о нападениях], когда уже организовывали в этом лесопарке некие засады, он все равно продолжал. Это возможно только в том случае, если при нем было служебное удостоверение. Сам сценарий общения с женщинами-потерпевшими, которых он оставлял в живых. Общался он с ними на протяжении длительного времени. Гулял с ними по лесу, водил их за собой. Очевидно испытывая какое-то садистское удовольствие. Я был абсолютно убежден и пытался эту идею как-то развить в рамках следствия, но она не встретила никакого понимания. Задача была одна — как можно быстрее раскрыть. В конце концов, нашли первого попавшегося.
Александр Власов был убежден в том, что настоящим Лесопарковым маньяков являлся Александр Болотов, который, по его мнению хранил, у себя в квартире орудие убийства как дорогой трофей, который он был намерен продолжать использовать. Однако адвокат Шота Горгадзе не согласился с мнением эксперта. Горгадзе отметил, что факт нахождения орудия убийства в квартире Болотова не доказывает его причастность к убийствам.

Бывшая сотрудница МВД, криминальный психолог и профайлер София Болховитина также была убеждена в том, что убийцей являлся представитель правоохранительных структур. Она изучила материалы дела и составила психологический портрет:
Преступник действительно вел себя как представитель правоохранительных структур. Он брал удостоверение [одной из жертв], проверял. Я предполагаю, что это профессиональный опыт. Он говорил: «Ложись лицом в землю», «Лицом в пол», это тоже из нашей практической деятельности, можно сказать. Есть очень много совпадений. Я не убеждена, что это Болотов, но то, что это представитель правоохранительных структур, в этом я практически убеждена.
На ток-шоу также появился брат первой жертвы «Лесопаркового маньяка» — Яши Абдуллаева, который заявил, что не верит в виновность Алексея. По мнению семьи погибшего, убийство Абдуллаева было заказным.
3 декабря 2024 года Алексей Корочкин дал интервью СМИ, в котором поведал детали о том, как он живет на свободе после отбытия 20 лет тюремного заключения и с какими нарушениями происходило расследование.

Из интервью Корочкина:
Меня привезли, сфотографировали, взяли отпечатки пальцев. Потом подняли на пятый этаж и там держали часа два. Когда я сидел в холле в наручниках, и Мухутдинову, и Коренкову как раз туда-сюда провели. Потом меня завели к ним на очную ставку. Меня одно поражает — никто не обратил внимание на то, что Коренкова жила со мной в одном общежитии на протяжении нескольких лет. Убийство на ее глазах произошло в мае, задержали меня в августе. Она всё это время каждый день меня могла видеть. И почему-то не узнала. Потом зашла Мухутдинова и сделала опознание: «Это он убил Вову Карасёва и изнасиловал меня». Я ей сразу говорю: «Подожди-подожди, ты сейчас в момент испортишь чужую жизнь». Но на меня сразу наручники надели, посадили — и всё. В тот момент уже были обыски, как я потом уже узнал, дома у бабушки, в Полетаево, в общежитии, где я жил. Искали [камуфляжную] одежду, оружие, но там ничего не было. Следственный эксперимент? Нет, меня никуда не вывозили. Говорили только: «Мы тебя вывезем сейчас в карьер, окунем раз пять». Я говорил им: «Поехали. В карьер так в карьер». Но нет, меня никуда не вывозили. Я вам больше скажу, ко мне потом в СИЗО приезжали, сказали мне открыто: «Мы знаем, что это не ты, но ты будешь сидеть, пока мы его не поймаем». Я говорю им: «В смысле сидеть? 20 лет?» Они говорят: «Да». Развернулись и ушли...Возьмем даже Коренкову, она же не от своего имени там шагала. Об изнасиловании-то изначально речи никакой не было, а 4 августа появились два заявления. Я потом на суде задавал вопрос: «Вы писали заявление об изнасиловании, чтобы вас признали потерпевшей?» Обе говорили: «Нет». А там два заявления написаны одной рукой, одним числом. Значит, кто-то помог. Мне же говорили: «Возьми два трупа на себя, а с девками мы договоримся». Я говорю: «Вас ничего не смущает?» — «Ну, езжай на полную тогда». Вот я и поехал на двадцатку.
Адвокат Александр Щербинин в разговоре с корреспондентами СМИ заявил, что в случае, если Корочкин сумеет добиться оправдания, он сможет потребовать компенсацию за незаконное осуждение и причинение морального вреда. По мнению адвоката, не существует никаких четких цифр и формул расчета, но сумма компенсации может составить порядка 10 миллионов рублей. По словам юриста, подобные случаи в истории уже происходили, но касались менее резонансных дел.
Расследование уголовных дел, возбужденных по пяти нападениям маньяка в Гагаринском лесопарке после задержания Корочкина, шло с 2005 года с переменным успехом, однако эти преступления по состоянию на 2025 год так и остались нераскрытыми.

## В массовой культуре
- Документальный фильм «Дело лесопаркового маньяка» из цикла «Особо опасные» (2025)[24]